# إطلاق النار في جوش عتصيون 2015
حادثة إطلاق النار في جوش عتصيون 2015 هي حادثة وقعت في 19 نوفمبر 2015، حين فتح مسلح فلسطيني النار على خط المرور قرب ألون شفوت في الضفة الغربية، واستمر في إطلاق النار، ثم قاد السيارة باتجاه جوش عتصيون، حيث فقد السيطرة على السيارة واصطدم بسيارة أخرى، قُتِل في الحادث 3 أشخاص منهم مواطن أمريكي، وجُرِح 5 أخرين.